# Paradibolia samarensis
Paradibolia samarensis es una especie de insecto coleóptero de la familia Chrysomelidae. Fue descrita científicamente en 1994 por Konstantinov in Lopatin & Konstantinov.